# رادولف رمک
رادولف رمک (انگلیسی: Rudolf Ramek؛ ۱۲ آوریل ۱۸۸۱ – ۲۴ ژوئیهٔ ۱۹۴۱) یک سیاست‌مدار اهل اتریش بود.